# Koločep
Koločep is een van de zeven Elafieten, een archipel ten noordwesten van de rivièra van Dubrovnik.
Koločep is een van de drie bewoonde Elafieten en daarmee het zuidelijkste bewoonde eiland van Kroatië. Het eiland ligt 3 km ten noordwesten van de stad Dubrovnik en beslaat een gebied van 3 km².
Het eiland is autovrij en rijk aan olijvengaarden en pijnbomen. Er zijn twee dorpen, Gornje Celo en Donje Celo, die samen ongeveer 150 inwoners hebben.